# موش جنگلی نیکاراگوئه
موش جنگلی نیکاراگوئه (نام علمی: Neotoma chrysomelas) نام یک گونه از سرده موش کپه‌ساز است.